# Leszek Nowak (filozof)
Leszek Nowak (ur. 7 stycznia 1943 w Więckowicach, zm. 20 października 2009 w Poznaniu) – polski filozof i prawnik, profesor nauk humanistycznych, wieloletni pracownik naukowy Uniwersytetu im. Adama Mickiewicza w Poznaniu.
Współtwórca poznańskiej szkoły metodologicznej, autor trzech koncepcji filozoficznych: idealizacyjnej koncepcji nauki, nie-Marksowskiego materializmu historycznego i negatywistycznej metafizyki unitarnej. Autor dwudziestu pięciu książek oraz ponad trzystu artykułów naukowych.
Był mężem filozofki Izabelli Nowak. 

## Życiorys

### Wykształcenie i praca naukowa
W 1965 ukończył studia prawnicze na Wydziale Prawa i Administracji Uniwersytetu im. Adama Mickiewicza w Poznaniu, pracę magisterską pisząc pod kierunkiem Zygmunta Ziembińskiego. W trakcie studiów prawniczych zaprzyjaźnił się ze Sławomirą Wronkowską oraz Władysławem Balickim. W 1966 ukończył studia filozoficzne na Uniwersytecie Warszawskim, broniąc magisterium pod kierunkiem Janiny Kotarbińskiej.
W 1967 uzyskał stopień naukowy doktora nauk prawnych na podstawie rozprawy pt. Problemy znaczenia i obowiązywania normy prawnej a funkcje semiotyczne języka, napisanej pod kierunkiem Ziembińskiego. Specjalizował się w teorii prawa. Stopień naukowy doktora habilitowanego nauk humanistycznych w zakresie filozofii uzyskał w 1970 na podstawie książki U metodologicznych podstaw ‘Kapitału’ Karola Marksa. W 1976 został profesorem nadzwyczajnym w zakresie filozofii, wówczas najmłodszym profesorem w Polsce, zaś w 1990 został profesorem zwyczajnym. W 1994 został członkiem korespondentem Polskiej Akademii Nauk.
W latach 1965–1970 pracował w Zakładzie Prawniczych Zastosowań Logiki, działającym w ramach Katedry Teorii Państwa i Prawa UAM, zaś między 1970 a 1985 oraz 1989 a 2009 w Instytucie Filozofii UAM. Do 2000 był promotorem piętnastu rozpraw doktorskich. Spośród wypromowanych przez niego doktorów osiem osób obroniło prace habilitacyjne, cztery uzyskały tytuł profesora nadzwyczajnego, dwie – zwyczajnego, a jedna wybrana została członkiem korespondentem PAN.
W 1975 założył międzynarodową serię książkową Poznań Studies in the Philosophy of the Sciences and the Humanities (wydawnictwo: Rodopi, Amsterdam/New York), której redaktorem naczelnym był do 2006. W 1976 założył serię Poznańskie Studia z Filozofii Humanistyki (PWN, obecnie wydawnictwo Zysk & S-ka: Poznań). W latach 1976–1984 był jej redaktorem naczelnym, a od 1989 współredaktorem.
Pracował jako visiting professor uniwersytetów w Berlinie (niem. Freie-Universität), Canberze (ang. Australian National University), Catanii i Frankfurcie nad Menem. Był członkiem (ang. fellow) Holedenrskiego Instytutu Badań Zaawansowanych w Wassenaar (ang. Netherlands Institute for Advanced Study) oraz Instytutu Badań Zaawansowanych w Berlinie (niem. Wissenschaftskolleg zu Berlin). 
Wraz z Jerzy Kmitą i Jerzym Topolskim, był współtwórcą tzw. „poznańskiej szkoły metodologicznej”, której program badawczy koncentrował się na rekonstrukcji teorii materializmu historycznego za pomocą aparatury pojęciowej pozytywizmu logicznego. Poglądom „poznańskiej szkoły metodologicznej” i filozofii Leszka Nowaka poświęcone zostało studium krytyczne Jacka Tittenbruna Dialektyka i scholastyka. O pewnej próbie obalenia Marksa (wyd. Książka i Wiedza, Warszawa 1986). Był także twórcą nie-Marksowskiego materializmu historycznego, który przewidział upadek demokracji ludowych w Europie Środkowo-Wschodniej i ZSRR.
Był promotorem m.in. Sławomira Magali, który w 1982 ogłosił w Bostonie pod pseudonimem Stanisław Starski książkę Class Struggle in Classless Poland (Walka klasowa w bezklasowej Polsce), interpretującą zryw „Solidarności” jako wystąpienie przeciw państwowej klasie panującej w oparciu o swobodne, nie-Marksowskie rozumienie walki klas przejęte od Nowaka i inspirowane teorią „nowej klasy”.

### Działalność opozycyjna
W latach 1962–1980 należał do PZPR, zaś w latach 1980–1995 należał do „Solidarności”. 23 sierpnia 1980 roku dołączył do apelu 64 uczonych, pisarzy i publicystów do władz komunistycznych o podjęcie dialogu ze strajkującymi robotnikami. W latach 1980–1981 wiele publikował w prasie NSZZ „Solidarność” (m.in. obok Magali i Leszka Balcerowicza w piśmie „Solidarność Wielkopolski”), w listopadzie 1980 został członkiem Towarzystwa Kursów Naukowych, a po roku 1981 w prasie tzw. drugiego obiegu; jego artykuły ukazywały się również jako publikacje samoistne, wydawane przez podziemne oficyny wydawnicze. 13 grudnia 1981 roku został internowany. Przebywał w obozach dla internowanych w Gębarzewie, Ostrowie Wielkopolskim i Kwidzynie. Został zwolniony z internowania w grudniu 1982 roku, i powrócił do pracy w poznańskim uniwersytecie. W 1985 został zwolniony z pracy na UAM z powodu publikowania w wydawnictwach podziemnych. W 1989 przywrócono go do pracy akademickiej na poprzednim stanowisku. 
W swoich zapatrywaniach społeczno-politycznych silnie zbliżał się do anarchizmu. Do jego analizy konfliktu klasowego odwołuje się koncepcja prekariatu zaproponowana przez Jarosława Urbańskiego.

## Publikacje
W dorobku publikacyjnym L. Nowaka znajdują się m.in.:
- Studia nad teoretycznymi podstawami humanistyki, Warszawa 1968 (razem z Jerzym Kmitą);
- U podstaw marksistowskiej aksjologii, Warszawa 1971;
- U podstaw Marksowskiej metodologii nauk, Warszawa 1971;
- Anatomia krytyki marksizmu, Warszawa 1973;
- O naturze dialektyki marksistowskiej, w: „Studia Filozoficzne” 1974, nr 4;
- Problemy metody idealizacji, w: „Studia Filozoficzne” 1974, nr 4;
- Zarys marksistowskiej filozofii nauki, Warszawa 1974;
- Wykłady z filozofii marksistowskiej, tom I Dialektyka, Poznań 1976;
- O tzw. formalnologicznej koncepcji dialektyki, w: Jerzy Kmita (red.), Założenia teoretyczne badań nad rozwojem historycznym, Warszawa 1977;
- U podstaw dialektyki Marksowskiej, Warszawa 1977;
- Wstęp do idealizacyjnej teorii nauki, Warszawa 1977;
- Wykłady z filozofii marksistowskiej, tom II Ontologia i epistemologia, Poznań 1978;
- Historyzm metodologiczny w kategorialnej interpretacji dialektyki, w: Zdzisław Cackowski, Jerzy Kmita (red.), Społeczny kontekst poznania, Warszawa 1979;
- Historical Momentums and Historical Epochs. An Attempt at a non-Marxian Historical Materialism, w: „Analyse und Kritik” 1979, nr 1;
- Interpretacje i programy, czyli co materializm historyczny daje nam tu i teraz, w: „Zdanie” 1979, nr 4;
- Wartości i klasy społeczne, w: „Etyka” 1979, t. 17 (razem z P. Buczkowskim);
- Głos klasy ludowej: polska droga od socjalizmu, wyd. Alternatywy, Poznań 1980[18];
- Socjalistyczny sposób panowania człowieka nad człowiekiem, wyd. WIW, Poznań 1980;
- Adaptacja i rewolucja. Problem ruchu formacji społeczno-ekonomicznej w materializmie historycznym, w: „Studia Socjologiczne” 1981, nr 4;
- Błędy Lenina, czyli o konieczności socjalizmu w Rosji, wyd. NSZ PP, Poznań 1981;
- Fundamentalny błąd Marksa, czyli o konieczności socjalizmu, wyd. NZS WSP, Szczecin 1981;
- Przeciw ekonomistom, wyd. NZS AE, Poznań 1981;
- Wolność i władza, wyd. NZS, Poznań 1981;
- Mity socjalizmu, część I Mit odnowy, bez daty;
- Property and Power. Towards a non-Marxian Historical Materialism, Dordrecht/Boston/Lancaster: Reidel 1983;
- U podstaw teorii socjalizmu; t. 1: Własność i władza. O konieczności socjalizmu; t. 2: Droga do socjalizmu. O konieczności socjalizmu w Rosji; t. 3: Dynamika władzy. O strukturze i konieczności zaniku socjalizmu. Poznań: Nakom 1991.
- O tzw. transformacji ustrojowej, w: K. Zamiara (red.), Nauki społeczne wobec transformacji ustrojowej, Poznań 1993;
- O zagadnieniu tak zwanej transformacji ustrojowej, w: K. Zamiara (red.), Transformacja w refleksji humanistycznej, Poznań 1994;
- Byt i myśl. U podstaw negatywistycznej metafizyki unitarnej, tom I: Nicość i istnienie, Poznań 1998;
- Gombrowicz: człowiek wobec ludzi, Warszawa 2000;
- Byt i myśl. U podstaw negatywistycznej metafizyki unitarnej, tom II: Wieczność i zmiana, Poznań 2004;
- Byt i myśl. U podstaw negatywistycznej metafizyki unitarnej, tom III: Enigma i rzeczywistość, Poznań 2007;